# 毗曇
毗曇（？－647年）新羅善德女王末期貴族、上大等，於善德女王末期發動叛亂。其人事蹟於《三國史記》〈新羅本紀 善德王〉、〈金庾信列傳〉均提及此人。

## 略歷
《三國史記》並沒有記載毗曇的生年、家世和生平經歷，只提及他在645年（仁平十二年）正月，被女王任命為上大等。上大等有召開和主持新羅貴族最高合議機關「和白會議」的權力，由此可推定毗曇為真骨貴族，姓金。

## 毗曇之亂
642年（仁平九年）8月，百濟攻陷大耶城（今慶尚南道陜川郡）。金春秋（後來的武烈王）前赴高句麗請求援軍，因拒絕向高句麗歸還麻木峴、竹嶺等地反遭囚禁。643年9月，女王派使者到唐請求援軍以對抗高句麗與百濟的同盟。然而唐提出派兵援助的條件是，新羅必需廢女王而另立唐宗室為新王。新羅朝延因此分裂為親唐派和反唐派。毗曇雖然是女王任命的上大等，後來卻成為親唐派領袖。
647年（仁平十四年）正月，毗曇聯同廉宗等貴族以「女主不能善理」（女王沒有能力治理國家）為理由發動叛亂，欲廢女王。擁護女王的將領金庾信控制了王城月城，與毗曇控制的明活山城隔陣對峙十日。某夜，一顆大星落入月城。毗曇對眾將士說此乃女王潰敗的征兆，一時士氣大振。金庾信則對女王說，星辰變異不足為懼，命人製作一個人偶，縛在風箏上點燃後再放上天空，造成落星返回天上的假象，重振己方低落的士氣。動亂於正月十七日平定，毗曇被誅九族，其滿門三十餘人盡伏誅。
善德女王於毗曇之亂期間──正月八日駕崩，由真德女王繼位為新羅第28代王。

## 電視劇《善德女王》中的毗曇
電視劇《善德女王》中，毗曇（金南佶飾）一角被設定為真智王與美室的私生子，與德曼公主（善德女王）有戀愛關係，後來誤信廉宗（劇中設定為商人）的奸計而發動叛亂。最後叛亂結束，並向女王表白愛意後死於金庾信的劍下。